# Listă de personaje transgen și transsexuale fictive
Personaje transgen și transsexuale fictive ordonate în mod alfabetic.

## Literatură

### Cărți pentru copii
- Alex Fierro (Magnus Chase and the Gods of Asgard - Rick Riordan)
- Andy (Backwards Day - S. Bear Bergman)
- Bailey (10,000 Dresses - Marcus Ewert)
- Daniela (The Adventures of Tulip, Birthday Wish Fairy - S. Bear Bergman)
- George/Melissa (George - Alex Gino)
- Grayson Sender (Gracefully Grayson - Ami Polonsky)
- Hope (Be Who You Are - Jennifer Carr)
- Kade (Wayward Children series - Seanan McGuire)
- Kayla (When Kayla Was Kyle - Amy Fabrikant)
- Keith (When Kathy is Keith - Wallace Wong)
- Polkadot (Meet Polkadot - Talcott Broadhead)
- Princess Ozma (The Marvelous Land of Oz - L. Frank Baum)
- Sarah (But, I'm Not A Boy - Katie Leone)

### Romane
- Alex (Alex As Well - Alyssa Brugman)
- Amanda Hardy (If I Was Your Girl - Meredith Russo)
- Avery (Two Boys Kissing - David Leviathan)
- Brandy Alexander/Shane McFarland (Invisible Monsters - Chuck Palahniuk)
- Bron Helstrom (Triton - Samuel R. Delany)
- Claude/Poppy (This is How It Always Is: A Novel - Laurie Frankel)
- Colin Mahr (I Know Very Well How I Got My Name - Elliot DeLine)
- Danielle Tozer (Dreadnought și Sovereign - April Daniels)
- Dean (I Know Very Well How I Got My Name și Refuse - Elliot DeLine)
- Diana Wrayburn (Lord of Shadows - Cassandra Clare)
- Elizabeth Jackson Lib-/Andrew (Future History - Robert A. Heinlein)
- Emily (Being Emily - Rachel Gold)
- Eriko (Kitchen - Banana Yoshimoto)
- Ernesto Sánchez (Mezcalero - T.E. Wilson)
- Evie/Evan Cottrell (Invisible Monsters - Chuck Palahniuk)
- Gabe (Beautiful Music for Ugly Children - Kirstin Cronn-Mills)
- Gary Donaghue (Simple Man și New Dance - Ruadhan J McElroy)
- Grady Katz-McNair (Parrotfish - Ellen Wittlinger)
- Jack Vo (To Be Taught If Fortunate - Becky Chambers)
- Jam (Pet - Akwaeke Emezi)
- J Silver (I am J - Cris Beam)
- Kalanu (American Gods - Neil Gaiman)
- Kate/David Piper (The Art of Being Normal - Lisa Wiliamson)
- Leo Denton (The Art of Being Normal - Lisa Wiliamson)
- Lara Destiny (“The Pink Kitty Killer” și altele) - Dick Enos
- Lily (Lily and Dunkin - Donna Gephart)
- Luna O'Neill and Teri-Lyn (Luna - Julie Anne Peters)
- Moon/Sam (When The Moon Was Ours - Anna-Marie McLemore)
- Myra/Myron Breckinridge (Myra Breckinridge - Gore Vidal)
- Okha Soyan/Amber Orchid (Provost's Dog - Tamora Pierce)
- Orlando (Orlando - Virginia Woolf)
- Oshima (Kafka on the Shore - Haruki Murakami)
- Peter/Audrey Huang (For Today I Am A Boy - Kim Fu)
- Princess Ozma (Ozma of Oz - L. Frank Baum)
- Park Eun-Suh (Ring Trilogy - Koji Suzuki)
- Rachael (The Trans-fer Student - Elise Himes)
- Roxy Lalonde (The Homestuck Epilogues - Andrew Hussie)
- Sage Hendricks (Almost Perfect - Brian Katcher)
- Sam (The Best Boy Ever Made - Rachel Eliason)
- Shane and Alejandra (The Other Boy - M.G. Hennessey)
- Sky Kelly (Transgression - Theo Fenraven)
- Tonkee (The Broken Earth - N.K. Jemisin)
- Unnamed (The Looming Fog - Rosemary Esehagu)

### Nuvele
- Freddie (Freddie and Jean ca parte a colecției Rikki Swin din The Transgender Archives de la Universitatea Victoria)
- Jane ("'—All You Zombies—'" - Robert A. Heinlein)
- Jim Bailey (The Garments of a Girl ca parte a colecției Rikki Swin din The Transgender Archives de la Universitatea Victoria)
- Leslie - (Danish Training School ca parte a colecției Rikki Swin din The Transgender Archives de la Universitatea Victoria)
- Stephen Jones (Launchpad to Neptune - Sara Ryan și Randy Powell)
- Trev Johnson (Trev - Jacqueline Woodson)

## Benzi desenate/Manga
- Ace (Rock and Riot)
- Alysia Yeoh (Batgirl)
- Angela/Ash (Kuroshitsuji)
- Arakune (Angel Sanctuary)
- Arcee (Transformers IDW)
- Aruna (Aruna)
- Ash (a + e 4ever)
- Ashura (RG Veda)
- Aubrey (Boy Meets Boy)
- Barney Guttman (Dead Endia)
- Big Madam (Tokyo Ghoul)
- Braga (Rat Queens)
- Cassandra/Urdr (The Wicked + The Divine)
- Charlie Trueman (Khaos Komix)
- Chau Le (ShootAround)
- Ciel (Assigned Male)
- Claire Augustus (Questionable Content)
- Claudine de Montesse (Claudine)
- Coagula (Doom Patrol)
- Crona Gorgon (Soul Eater)
- Dallas (Griefer Belt)
- Dett (Rock and Riot)
- Dot (Transformed!)
- Fire Emblem (Tiger & Bunny)
- Grell Sutcliffe (Kuroshitsuji)
- Hansel și Gretel (Black Lagoon)
- Harley (Griefer Belt)
- Haru Hoshino (IS/Ai Esu)
- Haruki/Haruna Sugimoto (Kedamono Damono)
- Hazumu Osaragi (Kashimashi: Girl Meets Girl)
- Hiroyuki Yoshida (Wandering Son)
- Inanna (The Wicked + The Divine)
- Inukashi (No. 6)
- Itsuki (Half & Half)
- Jemma (Griefer Belt)
- Kanazuchi Yuuki (Sparkling Generation Valkyrie Yuuki)
- Kay (Transformed!)
- Ken Shiga (The Unbeatable Squirrel Girl)
- Kiyoharu Suirenji (Mahou Shoujo Site)
- Kylie Summer (Trans Girl Next Door)
- Loki Laufeyson (Marvel Comics)
- Lord Fanny (The Invisibles)
- Maevaris Tilani (Dragon Age: Those Who Speak/Until We Sleep)
- Magne (Boku No Hero Acadamia)
- Masaru "Chaplin" Sukegawa (Deadman Wonderland)
- Myrick (Assigned Male)
- Nao (Ice Revolution)
- Naruku Akizuki/Ruby Moon (Cardcaptor Sakura)
- Natsuyoshi Utsumi (Shimanami Tasogare)
- Nikotama Souhei (Ai no Shintairiku)
- Nuriko (Fushigi Yûgi)
- Rain (Rain)
- Rolly (Rock and Riot)
- Petrichor (Saga)
- Kusuo Saiki (The Disastrous Life of Saiki K.)
- Sailor Starlights (Sailor Moon)
- Sam (El Goonish Shive)
- Sayo Yasuda (Umineko When They Cry)
- Seiko Kotobuki (Lovely Complex)
- Shuichi Nitori (Wandering Son)
- Skip (Rock and Riot)
- Sonny (Rock and Riot)
- Stephie (Assigned Male)
- Sulla Pinsky (O Human Star)
- Tedd Verres (El Goonish Shive)
- Tetsuo Sawamura (Yuureitou)
- Tiger (Boku No Hero Acadamia)
- Tom Blake (Khaos Komix)
- Tooru Mutsuki (Tokyo Ghoul)
- Xavin (Marvel Comics)
- Yoshino Takatsuki (Wandering Son)
- Yuki Nomura (No Bra)
- Zoe Alexis Carter (Venus Envy)
- Zoe Blecher (Sleepless Domain)

## Filme și televiziune
- Adam Torres (Degrassi: The Next Generation)
- Alexis Meade (Ugly Betty)
- Ava Moore
- Barbara Dixon (The League of Gentlemen)
- Casey Parker (Anatomia lui Grey)
- Charlotte DiLaurentis/CeCe Drake (Pretty Little Liars)
- Cherry Peck
- Cole (The Fosters (serie TV din 2013))
- Denise/Dennis Bryson
- Hayley Cropper (Coronation Street)
- Herbert Garrison
- Kyle (EastEnders)
- Jules Vaughn (Euphoria)
- Maura Pfeffermann (Transparent)
- Maya Avant (The Bold and the Beautiful)
- Moira/Max Sweeney (The L Word)
- Ms. Harper (K-12 (album))
- Nomi Marks (Sense8)
- Pat (Saturday Night Live)
- Paul Millander (CSI: Crime Scene Investigation)
- Sally St. Claire (Hollyoaks)
- Sasha Booker (Designated Survivor)
- Sheldon Bieste (Glee)
- Sophia Burset (Orange Is the New Black)
- Theo Putnam (Chilling Adventures of Sabrina)
- Tony Sawicki (Orphan Black)
- Trevor (Shameless (U.S. TV series))
- Unique Adams (Glee)
- Whiterose (Mr Robot)
- Zoe (All My Children)

### Desene animate/Anime
- Alice (Superjail!)
- Alluka Zoldyck (Hunter × Hunter)
- Aoi Futaba (You're Under Arrest)
- Arisugawa "Alice" Kintarou (Maria-sama ga Miteru)
- Cherry Pie (The Nutshack)
- Dana Dufresne (The Loud House)
- Ida Davis (Family Guy)
- Isabella (Paradise Kiss)
- Jun Watarase (Happiness!)
- Fire Emblem (Tiger & Bunny)
- Kei Yuuki (Moyashimon)
- Kiyoharu Suirenji (Mahou Shoujo Site)
- Lily Hoshikawa (Zombie Land Saga)
- May Marigold (RWBY)
- Kusuo Saiki (The Disastrous Life of Saiki K.)
- Peppo (Gankutsuou)
- Rachel Bighead (Aventurile lui Rocko)
- Ruka Urushibara (Steins;Gate)

## Teatru
- Ariela (Charm)
- D (Charm)
- Dean (Pronoun - Evan Placey)
- Grace (Cleansed - Sarah Kane)
- Jem (Fields of Gold - Alex Jones)
- Joey (Masculinity Max - MJ Kaufman)
- Kes (Scorch - Stacey Gregg)
- Lady (Charm)
- Lola (Mercury Fur - Philip Ridley)
- Mama Darleena (Charm)
- Max (Hir - Taylor Mac)
- Max (Masculinity Max - MJ Kaufman)
- Stephane (La Faculté)

### Musicaluri
- Angel (Rent)
- Hedwig (Hedwig and the Angry Inch)
- La Cienega (Bring It On the Musical)

### Opere
- Hannah (As One - Laura Kaminsky)

## Jocuri
- Alesha, Who Smiles at Death (Magic: The Gathering)
- Birdo (Super Mario Bros 2)
- Black Swan (To Kill A Black Swan)
- Bridget (Guilty Gear)
- Cremisius "Krem" Aclassi (Dragon Age: Inquisition)
- Damien “Goth Dad” Bloodmarch (Dream Daddy: A Dad Dating Simulator)
- Erica Anderson (Catherine)
- Hainley Adams (Mass Effect: Andromeda)
- Lanque Bombyx (Hiveswap)
- Max Lao (Technobabylon)
- Ned Wynert (Assassin's Creed: Syndicate)
- Ruka Urushibara (Steins;Gate)
- The New Kid (South Park: The Fractured but Whole)
- Poison (Final Fight)
- Venus (We Know the Devil)
- Vivian (Paper Mario: The Thousand-Year Door, în majoritatea traducerilor, mai puțin cea în engleză)

## Mitologie
- Iphis
- Tiresias
- Loki